# Gustav Leberecht Flügel
Gustav Leberecht Flügel (født 18. februar 1802, død 5. juli 1870) var en tysk orientalist.
Flügel studerede i Wien og Paris, opnåede senere et professorat i Meissen, som han 1850 på grund af svagt helbred måtte trække sig tilbage fra og tilbragte de følgende år i Wien, beskæftiget med katalogiseringen af de orientalske håndskrifter i det kejserlige bibliotek. Flügel har navnlig gjort sig fortjent af den europæiske videnskab ved den række af vigtige arabiske værker og håndbøger, som han ved sine samvittighedsfulde udgaver har gjort tilgængelige.
Blandt disse må nævnes Hadji-Khalfas Lexicon bibliographicum, der udkom med latinsk oversættelse og udførlige registre i London 1835—58 (7 bind), udgivet på bekostning af det engelske Oriental Translation Fund; stereotypudgaven af Koranen (Leipzig 1833, senere gentagne gange revideret), der efterfulgtes af Concordantiæ Corani arabicie (Leipzig 1842), samt den første efter hans død fuldendte udgaven af Kitâb-al-Fihrist. Af hans selvstændige arbejder fortjener især Geschichte der Araber (2 bind, 1840) og Die grammatischen Schulen der Araber (1862) at nævnes.